# Leopold Färber
Leopold Färber (31. října 1928, Stará Halič – 27. října 2015, Olomouc) byl slovenský skaut, odbojář a politický vězeň komunismu v Československu.

## Život
Narodil se ve Staré Haliči na Slovensku. Färberův otec byl žid a matka katolička, smíšené manželství je uchránilo od deportace.
Za 2. světové války se zapojil do odboje, dělal spojku.
Po únorovém převratu v roce 1948 vytvořil s Josefem a Františkem Markovými odbojovou skupinu, chtěli vyhodit do povětří policejní školu. Ve Färberově bytě jim však výbušniny explodovaly a on přišel o oko. V květnu 1950 byl s Josefem Markem zatčen, když děti z jeho skautského oddílu roznášely letáky s titulem „Smrt komunismu“.
Soud ho odsoudil na 16 let vězení, nakonec si odseděl pouze osm. Po propuštění pracoval jako dělník u silnic a nakonec aranžoval výkladní skříně.
Zemřel v roce 2015 ve Vojenské nemocnici Olomouc.